# Món Sant Benet
Món Sant Benet, situat al terme municipal de Sant Fruitós de Bages, és un projecte cultural, turístic i de lleure amb una projecció internacional, inaugurat el novembre de 2007 propietat de la Fundació Catalunya-La Pedrera. Està envoltat d'un entorn natural, on es fusionen l'art medieval i la natura. Amb el mil·lenari monestir de Sant Benet de Bages, com a principal reclam, integra diversos usos i projectes que configuren una proposta d'oci i cultura atractiva i pensada per a tots els públics.

## Visita
- El monestir de Sant Benet de Bages: un dels pocs monuments en què les diferents èpoques, des de l'alta edat mitjana fins al modernisme, hi ha deixat la seva empremta. El monestir romànic, l'època gòtica, el desenvolupament barroc, el modernisme hi han deixat el seu llegat monumental. Entre diverses activitats, hi destaca la visita titulada "Un dia a la vida de Ramon Casas" a les estances modernistes del sobreclaustre on es recrea la vida de la família Casas a dins del monestir.
- El museu: una gran part del monestir (església, claustre i espais annexos, sobreclaustre, celler...) s'han convertit en un espai museïtzat que permet fer un recorregut històric i emocional pels espais més representatius del monestir, que donen a conèixer, en conjunt, l'evolució social de Catalunya al llarg de mil anys d'història. La museografia de Món Sant Benet inclou els itineraris medieval i modernista i s'ha concebut a partir d'un muntatge multisensorial, que provoca un efecte vivencial.
- Fundació Alícia: una proposta de recerca científica i gastronòmica, liderada per Ferran Adrià, única en el món. Es pot visitar aquest espai de recerca i experimentar amb les percepcions en el taller-demostració "El sentit dels sentits".

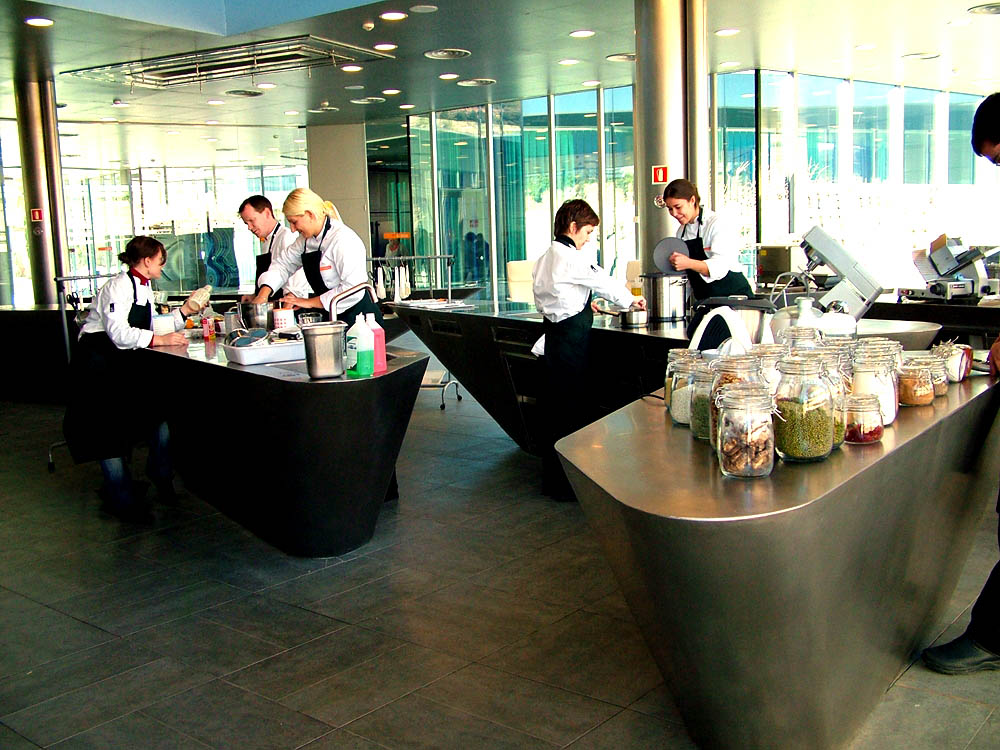
Cuina Alícia

- Visita a l'Hort de la Cuina: un espai que ocupa, a la riba del Llobregat, una zona en què antigament els monjos del monestir tenien les seves zones d'horta. Es tracta d'un hort ecològic d'hortalisses i fruites[2] –que inclou l'espai Pomàrium, amb desenes de varietats de pomeres i pereres– que permet al visitant conèixer de primera mà tots els tipus de cultiu de la nostra terra, tant de secà com de regadiu.